# Signs (Gert Emmens en Ruud Heij)
Signs (Music without sequences) is een studioalbum van Gert Emmens en Ruud Heij, twee musici binnen de elektronische muziek in Nederland. Het album werd gedurende 2012 opgenomen in de Echoes Studio in Utrecht. Emmens nam delen van zijn muziek in zijn eigen geluidsstudio te Arnhem. De muziek is geïnspireerd op de signalen die (zouden) binnenkomen via radiotelescopen.

## Musici
- Gert Emmens – synthesizers, elektronica, gitaar en radio
- Ruud Heij – synthesizers, elektronica

## Muziek
| Nr. | Titel             | Duur  |
| --- | ----------------- | ----- |
| 1.  | First light       | 17:03 |
| 2.  | Signs             | 7:28  |
| 3.  | From beyond       | 15:13 |
| 4.  | Deceptive silence | 22:59 |
| 5.  | Void              | 10:31 |